# Damon Jones
Damon Darron Jones (Galveston, 25 agosto 1976) è un ex cestista e allenatore di pallacanestro statunitense, professionista nella NBA.

## Carriera

### High school
Ha inizialmente giocato nella Ball High School, prima di passare nel 1994 nell'Università di Houston.

### NBA
Dopo il terzo anno di college si dichiara eleggibile per il draft NBA 1997, ma non viene scelto da nessuna squadra. L'anno successivo gioca per brevi periodi per i New Jersey Nets e per i Boston Celtics. Nel 1999-2000 giocò con i Golden State Warriors, passando poi ai Dallas Mavericks. Nel 2000-01 gioca con i Vancouver Grizzlies. Nella stagione successiva gioca con i Detroit Pistons, mentre in quella del 2002-03 gioca con i Sacramento Kings e nella stagione seguente con i Milwaukee Bucks. Nel 2004-05 gioca con i Miami Heat, con i quali raggiunge una media di 11,7 punti a partita. L'8 settembre 2005 firma un contratto quadriennale con i Cavs, che saranno la sua 10ª squadra in carriera, e la prima con la quale giocherà più d'una stagione.
La sua specialità sono i tiri da tre punti, con i quali molto spesso risolve le situazioni più intricate. Jones, consapevole della sua bravura, si riteneva "il miglior tiratore al mondo". Il 5 maggio 2006 è stato fondamentale per i Cavaliers: infatti, nella partita valida per l'accesso ai Play-off, contro i Washington Wizards, appena entrato in campo nell'overtime, ha messo a segno la tripla a pochi istanti dalla fine che ha dato la vittoria alla sua squadra (alla fine della serie il risultato sarà 4-2 per la franchigia dell'Ohio).

### Italia
Il 15 ottobre il presidente dell'NSB Sebastiani Napoli annuncia la firma della guardia che sbarca così nel campionato italiano. Al suo arrivo dichiara di essere il migliore tiratore da tre al mondo e lo dimostra subito alla presentazione in campo. Si mette subito in evidenzia nella partita contro la Virtus Bologna mettendo a referto 16 punti, 12 dei quali nel terzo e quarto quarto. Nella seconda partita mette a segno 3 punti sbagliando fra l'altro vari tiri.

### Vita privata
Nel 2006 è stato al centro di un'accusa di violenze sessuali da parte di una ragazza ventitreenne, accuse poi cadute. Damon Jones è sposato con Tina Thompson, cestista della WNBA per le Los Angeles Sparks, con la quale ha avuto un bambino.

## Statistiche

### College
| Anno      | Squadra         | PG | PT | MP   | TC%  | 3P%  | TL%  | RP  | AP  | PRP | SP  | PP   |
| --------- | --------------- | -- | -- | ---- | ---- | ---- | ---- | --- | --- | --- | --- | ---- |
| 1994-1995 | Houston Cougars | 27 | 24 | 28,9 | 34,7 | 32,7 | 62,5 | 3,4 | 2,9 | 0,9 | 0,0 | 10,3 |
| 1995-1996 | Houston Cougars | 27 | 27 | 31,7 | 43,2 | 34,1 | 66,7 | 4,1 | 3,9 | 1,4 | 0,0 | 11,9 |
| 1996-1997 | Houston Cougars | 27 | -  | 35,9 | 46,6 | 37,6 | 70,5 | 4,4 | 4,9 | 1,4 | 0,1 | 16,4 |
| Carriera  | Carriera        | 81 | 51 | 32,2 | 42,0 | 34,9 | 66,8 | 4,0 | 3,9 | 1,3 | 0,0 | 12,9 |

### NBA

#### Regular Season
| Anno      | Squadra             | PG  | PT  | MP   | TC%  | 3P%  | TL%  | RP  | AP  | PRP | SP  | PP   |
| --------- | ------------------- | --- | --- | ---- | ---- | ---- | ---- | --- | --- | --- | --- | ---- |
| 1998-1999 | N.J. Nets           | 11  | 0   | 11,9 | 31,8 | 34,5 | 84,6 | 1,2 | 1,2 | 0,6 | 0,0 | 4,5  |
| 1998-1999 | Boston Celtics      | 13  | 0   | 16,4 | 38,7 | 45,5 | 75,0 | 2,4 | 2,2 | 0,5 | 0,0 | 5,8  |
| 1999-2000 | G.S. Warriors       | 13  | 1   | 15,1 | 46,3 | 47,8 | 77,8 | 1,2 | 3,0 | 0,5 | 0,0 | 5,2  |
| 1999-2000 | Dallas Mavericks    | 42  | 0   | 9,9  | 35,7 | 33,0 | 64,1 | 0,9 | 1,4 | 0,3 | 0,0 | 3,9  |
| 2000-2001 | Vancouver Grizzlies | 71  | 10  | 19,9 | 40,9 | 36,4 | 71,2 | 1,7 | 3,2 | 0,5 | 0,0 | 6,5  |
| 2001-2002 | Detroit Pistons     | 67  | 0   | 16,2 | 40,1 | 37,1 | 72,9 | 1,5 | 2,1 | 0,3 | 0,0 | 5,1  |
| 2002-2003 | Sacramento Kings    | 49  | 1   | 14,5 | 38,1 | 36,4 | 74,1 | 1,4 | 1,6 | 0,4 | 0,1 | 4,6  |
| 2003-2004 | Milwaukee Bucks     | 82  | 26  | 24,6 | 40,1 | 35,9 | 76,4 | 2,1 | 5,8 | 0,4 | 0,0 | 7,0  |
| 2004-2005 | Miami Heat          | 82  | 66  | 31,4 | 45,6 | 43,2 | 79,1 | 2,8 | 4,3 | 0,5 | 0,1 | 11,6 |
| 2005-2006 | Cleveland Cavaliers | 82  | 7   | 25,5 | 38,7 | 37,7 | 64,0 | 1,6 | 2,1 | 0,5 | 0,0 | 6,7  |
| 2006-2007 | Cleveland Cavaliers | 60  | 0   | 19,6 | 38,6 | 38,5 | 68,2 | 1,1 | 1,6 | 0,3 | 0,0 | 6,6  |
| 2007-2008 | Cleveland Cavaliers | 67  | 3   | 19,9 | 41,6 | 41,7 | 71,4 | 1,1 | 1,9 | 0,3 | 0,0 | 6,5  |
| 2008-2009 | Milwaukee Bucks     | 18  | 0   | 6,0  | 32,4 | 39,3 | -    | 0,3 | 0,4 | 0,2 | 0,0 | 1,8  |
| Carriera  | Carriera            | 657 | 114 | 20,5 | 40,7 | 39,0 | 72,7 | 1,6 | 2,7 | 0,4 | 0,0 | 6,6  |

#### Playoffs
| Anno     | Squadra             | PG | PT | MP   | TC%  | 3P%  | TL%  | RP  | AP  | PRP | SP  | PP   |
| -------- | ------------------- | -- | -- | ---- | ---- | ---- | ---- | --- | --- | --- | --- | ---- |
| 2002     | Detroit Pistons     | 10 | 0  | 18,1 | 38,1 | 29,6 | 75,0 | 2,1 | 2,5 | 0,5 | 0,0 | 4,3  |
| 2004     | Milwaukee Bucks     | 5  | 5  | 28,8 | 52,9 | 47,6 | 66,7 | 4,0 | 7,4 | 1,0 | 0,0 | 10,0 |
| 2005     | Miami Heat          | 15 | 15 | 33,2 | 48,1 | 42,9 | 60,0 | 2,7 | 4,0 | 0,5 | 0,0 | 12,1 |
| 2006     | Cleveland Cavaliers | 13 | 0  | 13,9 | 30,8 | 27,8 | 75,0 | 1,2 | 0,9 | 0,2 | 0,0 | 1,8  |
| 2007     | Cleveland Cavaliers | 11 | 0  | 12,6 | 30,8 | 31,8 | 100  | 0,8 | 1,0 | 0,0 | 0,0 | 2,4  |
| 2008     | Cleveland Cavaliers | 5  | 0  | 5,2  | 20,0 | 28,6 | -    | 0,0 | 0,2 | 0,0 | 0,0 | 1,2  |
| Carriera | Carriera            | 59 | 20 | 19,8 | 42,7 | 38,2 | 66,0 | 1,8 | 2,5 | 0,3 | 0,0 | 5,6  |

## Palmarès
- CBA Newcomer of the Year (1999)
- All-CBA First Team (1999)
- Miglior marcatore CBA (1999)